# Виноградовка (Магдалиновский район)
Виноградовка (укр. Виноградівка) — село,
Новопетровский сельский совет,
Магдалиновский район,
Днепропетровская область,
Украина.
Код КОАТУУ — 1222385002. Население по переписи 2001 года составляло 363 человека.

## Географическое положение
Село Виноградовка находится на расстоянии в 1,5 км от села Новопетровка.
Рядом проходит автомобильная дорога Т-0410.